# スコット・ブラッドリー
スコット・ブラッドリー（Scott Bradley、1891年11月26日 - 1977年4月27日）は、アメリカ合衆国の作曲家。アーカンソー州ラッセルビル出身。スコット・ブラッドレーまたはスコット・ブラドリーと表記されることもある。
「ドルーピー」シリーズを初めとするテックス・アヴェリー監督の作品群や、初期の「トムとジェリー」シリーズなど、映画会社メトロ・ゴールドウィン・メイヤー（MGM）が制作した漫画映画のために書いた伴奏音楽で知られる。「トムとジェリー」の各作品冒頭で演奏される音楽"Tom and Jerry Theme"を作曲したのもブラッドリーである。

## 略歴
ピアノとオルガンおよび和声学は教師について習ったが、作曲法やオーケストレーションはまったく独学で身に付けたという。バッハに傾倒してその音楽を吸収したというブラッドリーは、その他に好きな作曲家として、ブラームス、ストラヴィンスキー、ヒンデミット、バルトークの名を挙げている。
テキサス州ヒューストンの劇場で作曲家兼指揮者として働いた後、1926年にロサンゼルスに移ってラジオ局の指揮者となり、1930年代には演奏会用の管弦楽曲をいくつか書いている。漫画音楽で一般的に使われるモチーフを集めて作った組曲『カートゥーニア』（Cartoonia、1938年）は、ピエール・モントゥーの指揮で初演された。
ディズニーのピアニストとして漫画映画に関わり始めたブラッドリーは、1931年頃アブ・アイワークス（Ub Iwerks）のもとで漫画映画音楽の作曲を手がけるようになり、1934年にはMGMがディズニーの「シリー・シンフォニー」に対抗して始めた「ハッピー・ハーモニー」（Happy Harmonies）シリーズの第1作 The Discontented Canary を手始めに、ハーマン＝アイジング作品の音楽を担当し始める。1937年、MGMがフレッド・クインビー（Fred Quimby）をプロデューサーとする自前の漫画部門を創設すると、ハーマンおよびアイジングと共にMGMに入社。ブラッドリーはその後20年にわたってMGM漫画映画の音楽をほとんど一手に引き受けることになる。
1957年にMGMの漫画映画部門が閉鎖されたのに伴い、漫画映画の世界から引退した。しかしCBSにて放映されたトムとジェリーでは音楽を担当している。1977年4月27日、カリフォルニア州チャッツワースで死去。ワーナー・ブラザース制作の漫画映画に音楽を提供したカール・スターリング（Carl Stalling）と並び、アメリカン・アニメーションの黄金時代を代表する作曲家である。

## 作風
ブラッドリーは原則として作品の開始から終了まで映像のあらゆる動きに即した音楽を付け、「忍び歩きをする」「階段を駆けのぼる」「大笑いする」「飛び降りる」「酔っ払う」「驚く」「大あわてで逃げる」といったキャラクターのあらゆる行為を楽音によって描写している。そのため彼の音楽では、音階の急激な上下行、グリッサンドやトリルなどの装飾的な演奏技法、過度なビブラート、金管楽器の弱音器（プランジャーミュート）で音色を変化させるワウワウ（ワーワー、wah-wah）や意図的に音を割って荒い質感を出すグラウル（growl）などの特殊奏法が頻繁に用いられる。彼の音楽はときおり挿入される衝撃音・爆発音などの効果音と完全に一体化してキャラクターたちの滑稽な動きを鮮やかに物語り、画面を見なくても音楽を聞いただけで何が起きているかがあらかた想像できてしまうほどである。
基本的な曲調は同時代のスウィング・ジャズとクラシックの近代音楽を融合させたシンフォニックジャズ的なものである。童謡・世界各地の民謡・ジャズの流行歌・クラシックの曲などからのおびただしい引用によって、同一の作品内で曲調がめまぐるしく変化し続けるのもブラッドリー作品の顕著な特徴である。それらは、普遍的なショパンの「葬送行進曲(ごきげんないとこ)」から、著作権が存続していたガーシュインの「パリのアメリカ人(猫はやっぱり猫でした)」にまで及ぶ。演奏者の側からみればたいへんな難曲で、あるバイオリン奏者は、「スコットはハリウッド一難しいバイオリン曲を書きやがる。あいつのせいで指が折れそうだ」と語ったという。
ブラッドリーによるMGM漫画映画の伴奏音楽は、大編成オーケストラによるワーナー漫画映画の音楽とは対照的に、基本的に小編成（20人ほど）のオーケストラによって演奏される。典型的な編成は、バイオリン4、ビオラ1、チェロ1、コントラバス1、トランペット3、トロンボーン2、フルート1（ピッコロも持ち替えて担当）、オーボエ1、ファゴット1、クラリネット3（サックスも持ち替えて担当）、ピアノ1、打楽器1といったものであり、ここに時折他の打楽器奏者が加わったり、ギター、ハープ、オルガンなどの楽器が加わった。ヒンデミットやストラヴィンスキー、ガーシュイン、メノッティ、レスピーギの音楽への接近に加えて、20世紀前半に一世を風靡したジャンル室内交響曲の影響も見逃せない。弦楽器より管楽器と打楽器をブラッドリーが多用するのは、こうした背景によるものである。
ブラッドリーは当時の前衛音楽に造詣が深く、ぶつかった衝撃を表す効果音の代わりに前衛音楽風の不協和音を用いるなど、漫画音楽を前衛的技法の実験の場としても捉えていた。1940年代には、イタリアから亡命してMGMの映画音楽作曲家となっていたカステルヌオーヴォ＝テデスコのレッスンを受けている。『猫はやっぱり猫でした』（Puttin' on the Dog、1944年）でネズミのジェリーが犬の人形の首をかぶって歩くシーンでは、ほんの数秒間とはいえシェーンベルクの十二音技法が使われている。ブラッドリーはその後も緊迫した追跡シーンなどに十二音技法をさりげなく使い続ける。
ブラッドリーが業界入りした当時、漫画映画の音楽担当者は完成したアニメーションに後から音楽を付けるのが普通で、映像に合わせてメロディーを縮めたり伸ばしたりせねばならず、映像と音声を同期させるためにクリックトラック（click track、一定のビートが録音されている）をイヤフォンで聞きながらオーケストラの指揮をしなければならないなど、苦労が絶えなかった。しかし『草と木のおどり』（Dance of the Weed、1941年）では、ブラッドリーがあらかじめ作曲し、オーケストラが自由なテンポで録音した音楽に合わせて、ルドルフ・アイジングが映像を制作するという方式が採られた（前年にディズニーの『ファンタジア』が公開されたことが影響しているかも知れない）。セリフを一切使わず、バレエのように音楽と映像だけで物語を展開するこの作品は、言葉に頼らず音楽によって物語を語るという、その後のブラッドリー作品の音楽性を方向付けることになる。
映像の動きとシンクロした音楽によって、物語の展開やキャラクターの感情を如実に表現するブラッドリーの才能は、セリフの使用を極力抑えた「トムとジェリー」シリーズによって本格的に開花する。ブラッドリーが関わった時期（1940年 - 1958年）の「トムとジェリー」で画面と音楽がぴったりシンクロしている秘密は、それぞれの作品を制作するかなり早い段階でブラッドリーの参加が許されたことにある。ジョセフ・バーベラは「トムとジェリー」の各作品について、1秒（フィルム24コマ）を1小節として作品全体を小節割りしたディテールシート（detail sheet）またはバーシート（bar sheet）と呼ばれるものを作り、そこに作品内で使われるギャグのタイミングを書き込んでいた。それらのシートには、キャラクターたちの動きや効果音やセリフを書き込むためのスペースだけでなく、伴奏音楽を書き込むための3段の五線譜も付けられており、ブラッドリーはこのシートに従って作曲することができたという。
「トムとジェリー」シリーズのウィリアム・ハンナとジョセフ・バーベラを初め、監督たちとの関係はおおむね良好だったが、テックス・エイヴリーとは反りが合わなかった。ブラッドリーはあらゆる機会をとらえて音楽による語りを紛れ込ませようとするタイプの作曲家だが、エイヴリーは伴奏音楽が出しゃばりすぎることを好まなかった。複雑な構造を持った音楽を作るブラッドリーに対し、エイヴリーは「埴生の宿」のような単純で甘ったるいメロディーを多用することを求めたのだ。しかしブラッドリーはエイヴリーの要求に従いながらも、エイヴリー作品にこっそり複雑な音楽を忍び込ませた。たとえば『いかさま狐狩り』（Out-foxed、1949年）の一場面では、おなじみの「ブリティッシュ・グレナディアーズ」の旋律を使ってちゃっかり4声のフーガを書き込んでいる。エイヴリー作品の音楽がいかに周到な計算のもとに作られているかについては、漫画映画音楽研究サイト「Cartoon Music!」の記事「スコット・ブラッドリーは行為を批評する」を参照。
漫画音楽の作曲家という仕事に誇りを持っていたブラッドリーは、未来のアニメーション映画が、才能豊かな作曲家によるオリジナルの音楽を持ち、スラップスティック風のギャグの代わりに美しく芸術的な物語を伝える、一種の総合芸術となることを夢見ていた。彼はこう語っている。「『ペレアスとメリザンド』を考えてみてほしい。ドビュッシーの神秘的な音楽が、才能豊かなアニメーターによってアニメ化されるのだ。しかも舞台装置はダリで!」（"Cartoon Music of the Future," Pacific Coast Musician 30.12 [21 June 1941]: 28）。
彼自身が音楽を担当した漫画映画でこの理想に近づいたのは、全編セリフなしでバレエ風の『草と木のおどり』や、あるいはジャズの流行歌「マンハッタン・セレナーデ」（Manhattan Serenade）の旋律に基づくガーシュウィン風の交響詩とも呼べる音楽に乗せて、ネズミのジェリーがトムと離れてニューヨークの街を探検する様子を叙情的に描いた『ジェリー街へ行く』（Mouse in Manhattan、1945年）のような作品であろう。

## 備考
- 日本で放映された「トムとジェリー」では各作品の冒頭に必ず流れた短い音楽「トムとジェリーのテーマ」（"Tom and Jerry Theme"）は、DVD等で確認するかぎり、オリジナル作品の冒頭で毎回演奏されるようになったのは意外に遅い。初登場は1949年2月の『ウソをついたら』（Polka Dot Puss）でこの曲の原型のような曲が現れ、この年4月の『台所戦争』（The Little Orphan）および9月の『海の底はすばらしい』（The Cat and the Mermouse）ではほぼ完成版に近いものが流れるが、メロディーの一部に完成版のようなシンコペーションがなくスウィング感に欠けている。この年10月の『ここまでおいで』（Love That Pup）で初めておなじみの「トムとジェリーのテーマ」が各回に演奏され始めたと思われる。また、その後テンポが速くなったり、シンコペーションが更に激しくなって行進曲風になったのもある。尚、1942年、1943年の作品『淋しがりや』『悪魔のささやき』『にわとりのおばさん』でも同曲がオープニングとなっているが、後年に再公開した時につけられたものと思われる。
- ブラッドリーが関わった時期（1940年 - 1958年）の「トムとジェリー」のうち、『恐怖の白ネズミ』（The Missing Mouse、1953年）だけは、エドワード・プラム（Edward Plumb）と共同で音楽を担当している（しかしスタッフクレジットにブラッドリーの名前は入っていない）。ディズニーで『バンビ』の伴奏音楽を担当（歌はフランク・チャーチルが作曲）したり、『ファンタジア』の音楽監督（Edward H. Plumb名義）を務めたプラムは、この作品ではブラッドリーの作曲スタイルをほぼ踏襲している。しかしブラッドリー作品に比べると弦楽器の活躍が目立ち、曲調は良くも悪くもブラッドリーほど急激に変化し続けることなく一貫性を保っている。
- ウェブサイトBig Cartoon DataBase（「外部リンク」参照）によれば、ブラッドリーはフライシャー・スタジオの「ベティ・ブープ」シリーズの一つ『ベティの自動車レース』（Betty Boop's Ker-Choo、1933年）で、ベティが歌う"I've Got a Cold in My Nose"という曲を書いている。また同サイトによれば、ブラッドリーはディズニーの「シリー・シンフォニー」シリーズの一つである『人魚のおどり』（Merbabies、1938年）の音楽も担当している（これはディズニーが制作をハーマン＝アイジングに外注したため）。
- ブラッドリーはMGM映画『暴力教室』（Blackboard Jungle、1955年）の中で、教師が生徒たちに見せるアニメーション版『ジャックと豆の木』の音楽を担当している。また彼は、この映画で使われて大ヒットしたビル・ヘイリーと彼のコメッツの「ロック・アラウンド・ザ・クロック」を、「トムとジェリー」シリーズのうち『ダンスは楽し』（Downbeat Bear、1956年）や『赤ちゃんは知らん顔』（Tot Watchers、1958年）の音楽で引用している。音楽の見本市のようなブラッドリー作品で引用された音楽がロックンロールにまで及んでいることを示している。
- イギリスの指揮者で映画音楽研究家でもあるジョン・ウィルソン（b. 1972）が自ら主宰する楽団を率いて2013年のBBCプロムスに出演した際、ブラッドリーによる『トムとジェリー』の音楽を採り上げた。『トムとジェリー』の録音に使われた楽譜は廃棄などにより殆ど残っておらず、版権もワーナー、20世紀フォックス、ターナー、ソニーなどに流転し難航したが、編曲者の協力に加えFinal Cut Proなどのソフトウェアも活用しながら採譜作業を行い、ハンナ=バーベラ第1期の「恋のとりこ」、「トムのガールフレンド」（「恋のとりこ」に回想シーンあり）、「ジェリーとジャンボ」、「復讐もほどほどに」、「強敵あらわる」、「悪魔のささやき」、「変な魚釣り」などのメドレーをスコア化。原曲の20人程度の編成は100人規模に拡大され、使用楽器も通常の管弦楽に加え、スターターピストル、スライドホイッスル、陶器の皿(割れる音を使うので陶片を入れるブリキのゴミ缶を伴う)に水を貯めた水槽、打楽器奏者の悲鳴といびきまでも効果音として採り入れた。ロイヤル・アルバート・ホールで『ベン・ハー』（1959年版）などとともに演奏され、楽団員も良い雰囲気で応え技巧的な困難さも感じさせず、聴衆を沸かせた。サイモン・ラトルとベルリン・フィルハーモニー管弦楽団は2015年ヴァルトビューネの野外コンサートで映画音楽を多数採り上げ、ウィルソンの採譜によるプロムス用のスコアをそのまま使用した(ソフト化されており、ベルリン・フィルのサイトでオンライン視聴も可能)。
- NHK Eテレの『ららら♪クラシック』はブラッドリーについて研究論文を執筆した上水樽力とカートゥーン音楽の著作がある細馬宏通を解説に招き、ブラッドリーと『トムとジェリー』の音楽を二度採り上げた。2019年4月5日の第一回ではブラッドリーの前衛性とともにラトル指揮ベルリン・フィルのコンサートを紹介し、9月6日の第二回では「目茶苦茶ゴルフ」の楽譜の分析ののち、「ごきげんないとこ」の劇伴を全編東京フィルハーモニー交響楽団（半数以上のパートが弦、管とも奏者一人の小編成）が演奏。ピアニストとして加わった上水樽が演奏の難しさ、大変さを語る場面もあった。